# Sixto Coello Jara
Sixto Coello Jara fue un político peruano. 
Fue elegido diputado por la provincia de Quispicanchi en 1945 con 879 votos durante el gobierno de José Luis Bustamante y Rivero. Fue reelecto en 1956 como senador por el Frente Nacional de Juventudes Democráticas durante el segundo gobierno de Manuel Prado Ugarteche.